# Brute Bernard
James Prudhomme, maggiormente conosciuto con il ring name Brute Bernard (Québec, 6 giugno 1921 – Charlotte, 14 luglio 1984), è stato un wrestler canadese.
Trascorse la maggior parte della sua carriera combattendo in coppia con Skull Murphy. Lottò in svariate federazioni associate alla National Wrestling Alliance, in Australia nella World Championship Wrestling e nella World Wide Wrestling Federation.

## Carriera

### Inizi
Prudhomme fu scoperto dal promoter Jack Britton, che lo convinse a diventare un wrestler. Debuttò nel 1957 lottando nella zona di Ontario. Inizialmente combatteva con il suo vero nome, ma successivamente adottò il ring name Brute Bernard. Negli anni sessanta formò un tag team di successo con il compatriota Skull Murphy. La coppia vinse il primo titolo il 16 maggio 1963, il WWWF United States Tag Team Championship. Restarono campioni per sei mesi circa prima di essere sconfitti da Killer Kowalski & Gorilla Monsoon il 14 novembre. Quindi passarono alla Championship Wrestling from Florida, nel circuito NWA. Nel 1964 presero parte a un torneo tag team per il vacante titolo NWA World Tag Team Championship (Florida version). Bernard & Murphy ebbero un feud con Hiro Matsuda e Duke Keomurka per il titolo che si risolse a favore di questi ultimi. Nel 1966 lottarono nella World Championship Wrestling, dove vinsero l'IWA World Tag Team Championship in due occasioni.

### Texas
Murphy restò in Australia, mentre Bernard tornò negli Stati Uniti per trasferirsi in Texas nella World Class Championship Wrestling. Lì sconfisse Fritz Von Erich, patriarca della famiglia Von Erich, aggiudicandosi l'NWA United States Heavyweight Championship nel marzo 1967. Quello stesso anno, ebbe altri quattro regni da campione, vincendo NWA Texas Brass Knuckles Championship (due volte) ed in coppia con il manager Mike Paidousis l'NWA American Tag Team Championship (due volte).

### Carriera successiva
Bernard & Murphy si riunirono in Australia, dove vinsero altre due volte l'IWA World Tag Team Championship (nel 1968 e 1969). Inoltre lottarono anche nella Jim Crockett Promotions, principalmente nel ruolo di tag team heel contrapposto a babyface.
Murphy morì per un infarto il 23 marzo 1970. Allora Bernard prese un nuovo partner, Larry Hamilton, e i due si aggiudicarono l'NWA Atlantic Coast Tag Team Championship nell'ottobre 1971. In Texas, Bernard & Hamilton vinsero anche l'NWA American Tag Team Championship.
Bernard continuò a combattere anche in Australia e il 4 novembre 1972 conquistò l'NWA Austra-Asian Heavyweight Championship sconfiggendo Spiros Arion. Detenne la cintura per tre settimane prima di perderla contro Arion. Inoltre, si aggiudicò il World Brass Knuckles Championship per due volte. Tornato nella Jim Crockett Promotions, formò un tag team con Jay York. La coppia ebbe rivalità con George Scott & Nelson Royal e con Gene & Ole Anderson). Il manager di Bernard & York era Beauregarde, che talvolta partecipava ai match come terzo componente del tag team in incontri tre contro tre. Bernard & York vinsero l'NWA Mid-Atlantic Tag Team Championship sconfiggendo Scott & Royal il 26 novembre 1973 ma persero le cinture appena un mese dopo per mano degli Anderson.
Negli ultimi anni di carriera, Bernard lottò in varie federazioni locali. A Detroit si faceva chiamare The Brute. In Texas lottò anche in coppia con Frank Morrell e i due vinsero l'NWA Western States Tag Team Championship nel 1977. Tornato nella Jim Crockett Promotions per l'ennesima volta, nel suo ultimo match "infranse il copione", rifiutandosi di seguire quanto prestabilito. Allora l'arbitro della contesa, Dave Routh, decretò la fine del match per doppio conteggio fuori dal ring. Negli spogliatoi, un infuriato Bernard aggredì Routh e gli ruppe il naso. Per questo atto venne immediatamente licenziato dalla compagnia.

## Vita privata e morte
Bernard sposò la lottatrice professionista Betty Joe Hawkins. Morì nel 1984 a causa di un colpo di arma da fuoco autoinflitto; non fu accertato ufficialmente se si fosse trattato di suicidio o di un incidente. Una leggenda metropolitana afferma che Bernard stesse giocando alla roulette russa.

## Personaggio
Mossa finale
- Backbreaker rack[21]

Manager
- Gary Hart[22]
- Mike Paidousis[2]

## Titoli e riconoscimenti
- Big Time Promotions
  - Big Time Television Championship (1)[23]
- Championship Wrestling from Florida
  - NWA World Tag Team Championship (Florida version) (2) - con Skull Murphy[4]
- Mid-Atlantic Championship Wrestling
  - NWA Atlantic Coast Tag Team Championship (1) - con Larry Hamilton[11]
  - NWA Mid-Atlantic Tag Team Championship (1) - con Jay York[15]
- NWA Big Time Wrestling
  - NWA American Tag Team Championship (3) - con Mike Paidousis (2) e The Missouri Mauler (1)[8]
  - NWA Brass Knuckles Championship (Texas version) (2)[24]
  - NWA United States Heavyweight Championship (Texas version) (1)[7]
- NWA Western States Sports
  - NWA Western States Tag Team Championship (1) - con Frank Morrell[16]
- North American Wrestling Alliance
  - NAWA Brass Knuckles Championship (1)[23]
- World Championship Wrestling (Australia)
  - NWA Austra-Asian Heavyweight Championship (1)[12]
  - IWA World Tag Team Championship (5) - con Skull Murphy[5]
  - World Brass Knuckles Championship[25]
- World Wide Wrestling Federation
  - WWWF United States Tag Team Championship (1) - con Skull Murphy[3]
- Altri titoli
  - World Brass Knuckles Championship (Australia version) (2)[1][26]